# Seleção Chilena de Voleibol Feminino
A seleção chilena de voleibol feminino é uma equipe sul-americana composta pelas melhores jogadoras de voleibol do Chile. A equipe é mantida pela Federação Chilena de Voleibol (em espanhol: Federación Chilena de Voleibol).
Encontra-se na 66ª posição do ranking mundial da FIVB (Federação Internacional de Voleibol), em sua categoria principal (seniores), segundo dados atualizados em 21 de outubro de 2018.
A mais recente competição de maiores, disputada pelas chilenas, foi o Campeonato Sul-Americano de 2017.

## Títulos e campanhas de destaque
| Organizador | Competição           | Medalha de ouro | Medalha de prata | Medalha de bronze | Total |
| ODESUL      | Jogos Sul-Americanos | 0               | 1                | 0                 | 1     |

### Categorias de base
| Organizador | Competição                      | Medalha de ouro | Medalha de prata | Medalha de bronze | Total |
| CSV         | Campeonato Sul-Americano Sub-16 | 1               | 0                | 2                 | 3     |